# Elwesia diplostigma
Elwesia diplostigma är en fjärilsart som beskrevs av George Francis Hampson 1894. Elwesia diplostigma ingår i släktet Elwesia och familjen nattflyn. Inga underarter finns listade i Catalogue of Life.